# Cantón de Rioz
El cantón de Rioz es una división administrativa francesa, situada en el departamento de Alto Saona y la región Franco Condado.
Su consejero general es Yves Krattinger.

## Geografía
Este cantón está organizado alrededor de Rioz en el distrito de Vesoul. Su altitud varía de 209 m (Boulot) a 437 m (Maizières) con una altitud media de 273 m.
Las ciudades más importantes del cantón son Rioz, Voray-sur-l'Ognon, Boulot y Boult.

## Composición
El cantón de Pesmes agrupa 27 comunas:
- Aulx-lès-Cromary
- Boulot
- Boult
- Bussières
- Buthiers
- Chambornay-lès-Bellevaux
- Chaux-la-Lotière
- Cirey
- Cordonnet
- Cromary
- Fondremand
- Hyet
- Maizières
- La Malachère
- Montarlot-lès-Rioz
- Neuvelle-lès-Cromary
- Pennesières
- Perrouse
- Quenoche
- Recologne-lès-Rioz
- Rioz
- Sorans-lès-Breurey
- Traitiéfontaine
- Trésilley
- Vandelans
- Villers-Bouton
- Voray-sur-l'Ognon

## Demografía
| 3898 | 4242 | 4690 | 5333 | 5981 | 6981 |
| Para los censos de 1962 a 1999 la población legal corresponde a la población sin duplicidades (Fuente: INSEE [Consultar]) |      |      |      |      |      |